# 斯維爾斯克
53°05′N 103°20′E / 53.083°N 103.333°E斯維爾斯克（俄语：Свирск）是俄羅斯伊爾庫茨克州中部的一個城市，位於安加拉河畔，距州府伊爾庫茨克西北150公里。2002年人口15,500人，于1949年建市。